# Bowes Museum
Il Bowes Museum è un museo d'arte situata a Barnard Castle, nel Regno Unito.

## Descrizione
Il museo contiene vari dipinti di El Greco, Francisco Goya, Giambattista Pittoni, Canaletto, Corrado Giaquinto, Jean-Honoré Fragonard e François Boucher, insieme a una collezione di ceramiche, tessuti, arazzi, orologi e costumi. Le prime opere del vetraio francese Émile Gallé furono commissionate da Joséphine, moglie del fondatore de museo John Bowes.
Il Museo Bowes fu appositamente costruito per ospitare una galleria d'arte di John Bowes e di sua moglie Joséphine Benoîte Coffin-Chevallier contessa di Montalbo, che morirono entrambi prima della sua apertura nel 1892. Bowes era il figlio illegittimo di John Bowes, il decimo conte di Strathmore e Kinghorne .
È stato progettato con la collaborazione di due architetti, l'architetto francese Jules Pellechet e l'inglese John Edward Watson di Newcastle.